# Hooge
Hooge (dánul: Hoge) község és sziget Németországban, Schleswig-Holstein tartományban. Lakosainak száma 104 fő (2023. december 31.).

## Fekvése
Pellworm szigetétől északnyugatra fekvő sziget.

## Leírása
A mindössze 590 hektár nagyságú sziget hajóval érhető el Pellworm és Föhr szigetekről és Husumból. A szigetnek kb 200 fő állandó lakosa van mindössze.
A sziget a 17. és 18. században a Grönlandra utazók állomáshelye volt.

## Nevezetességek
- Hansen-ház (Hansensches Haus) - a 18. században épült, a régi fríz lakáskultúra szép példája.

## Galéria

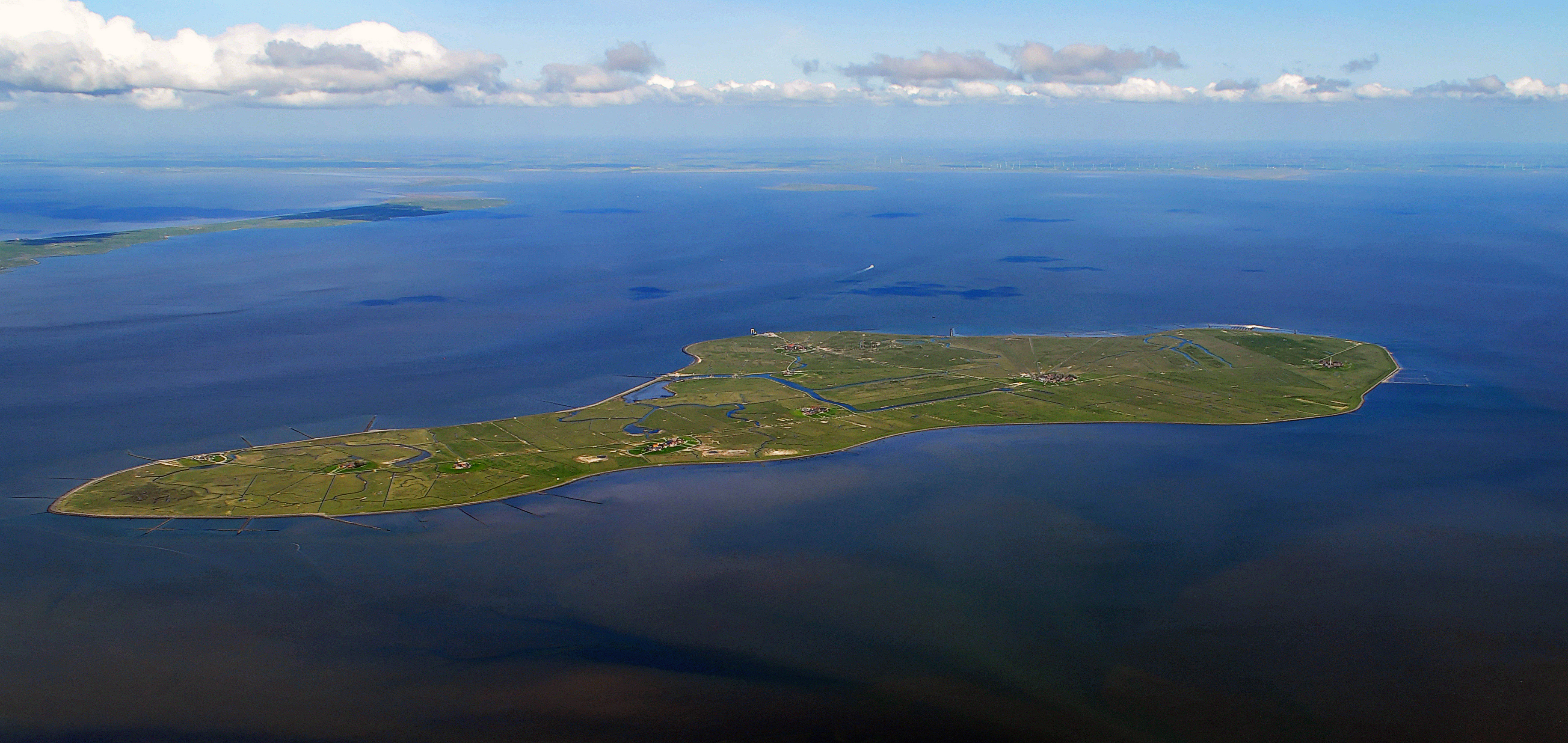
Hooge szigete légifelvételről
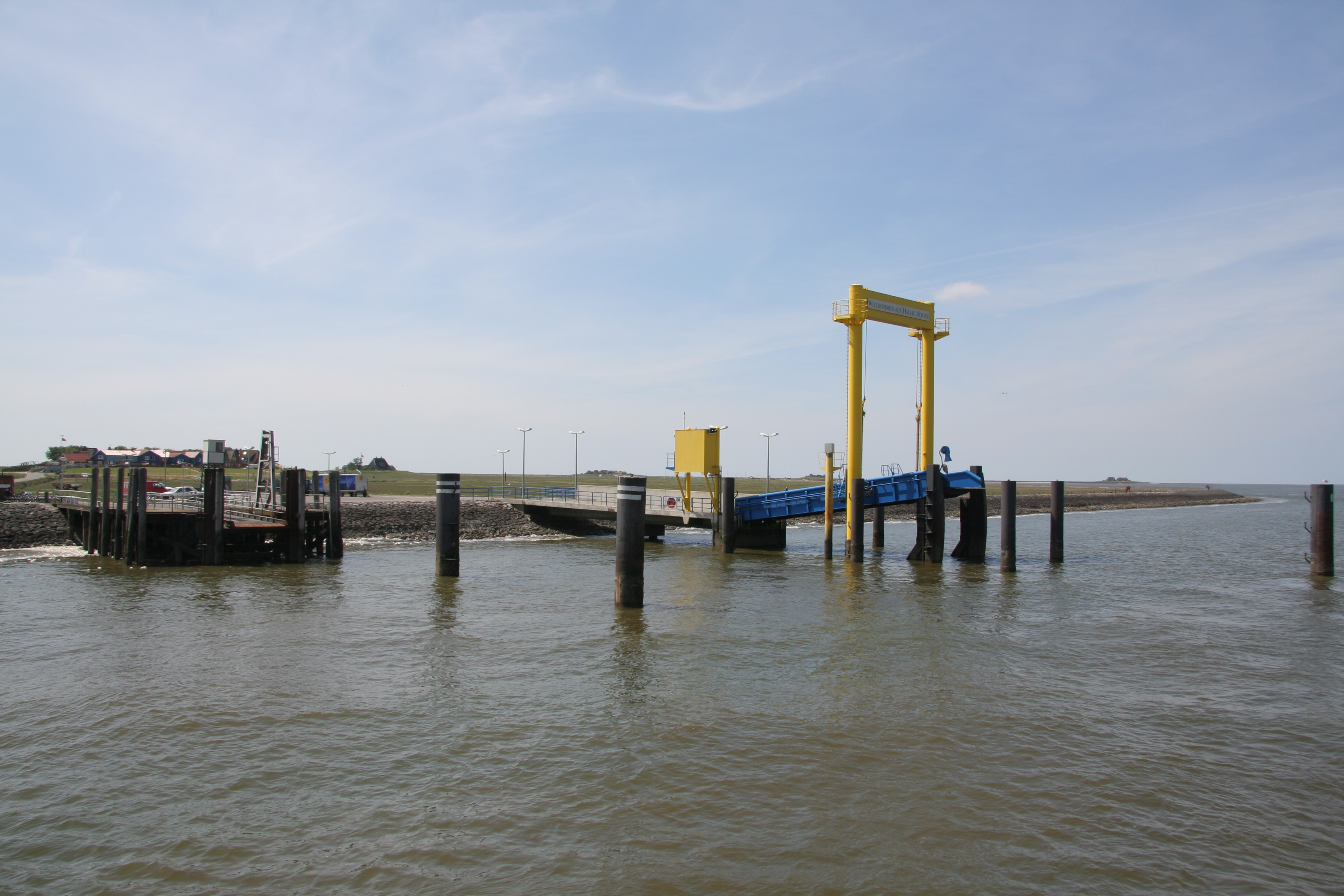
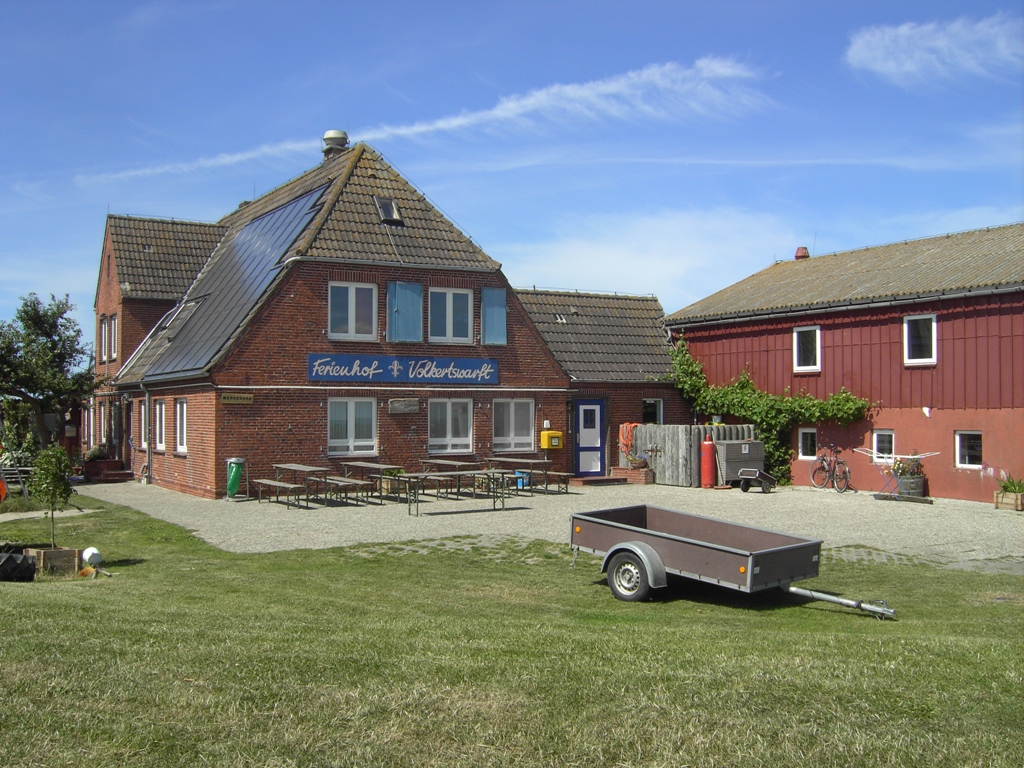
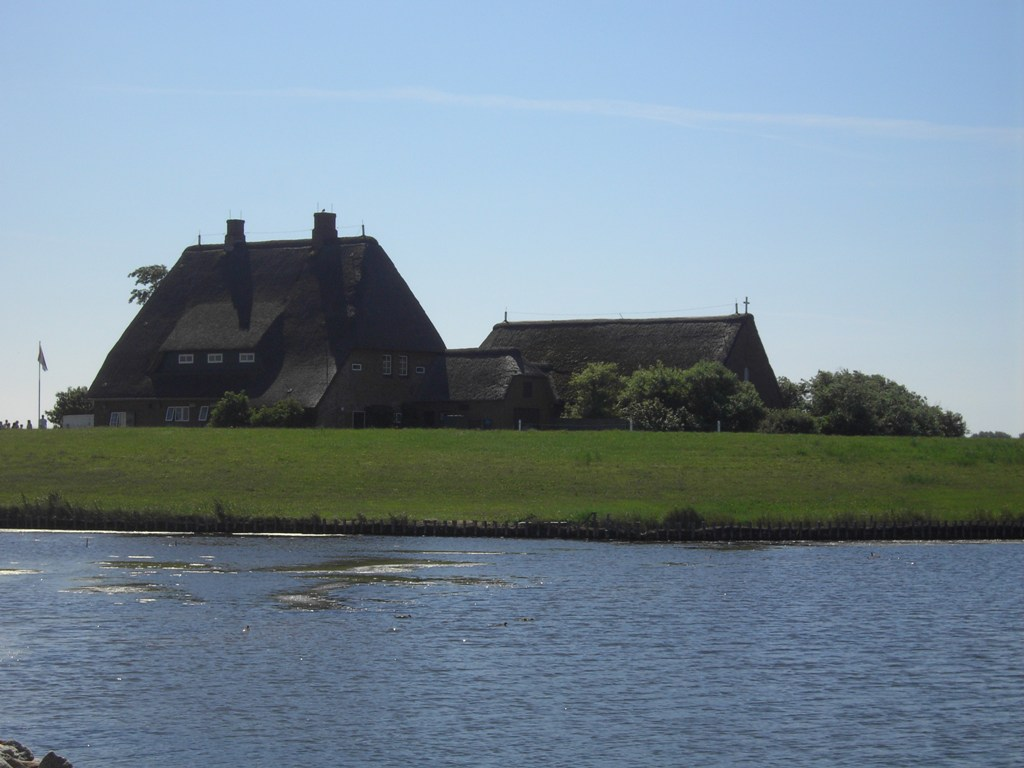
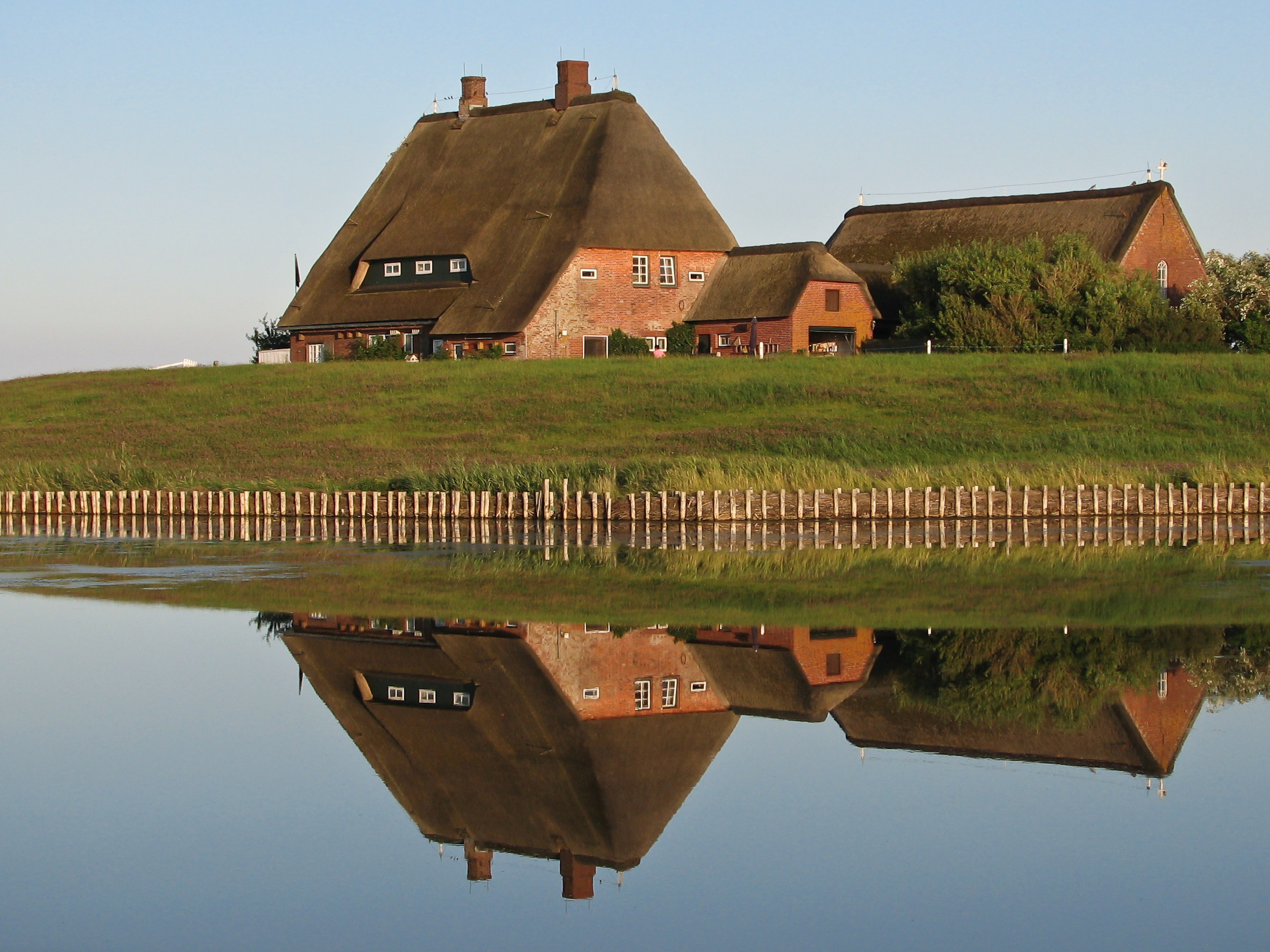
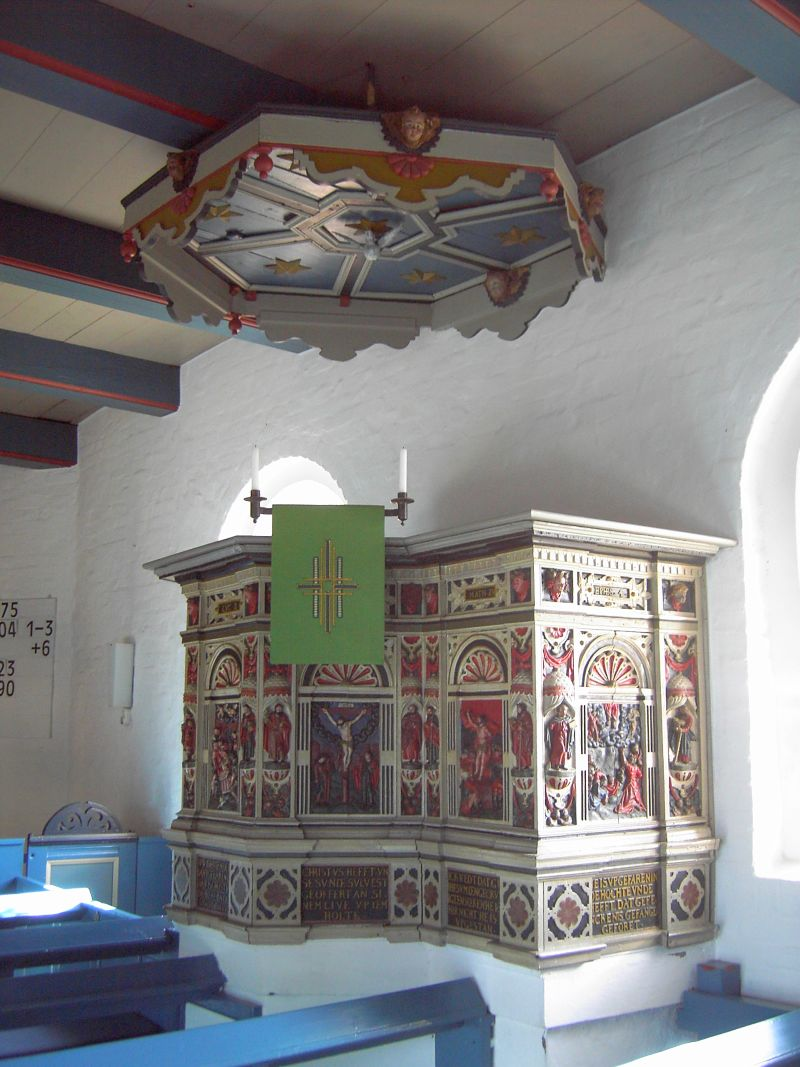
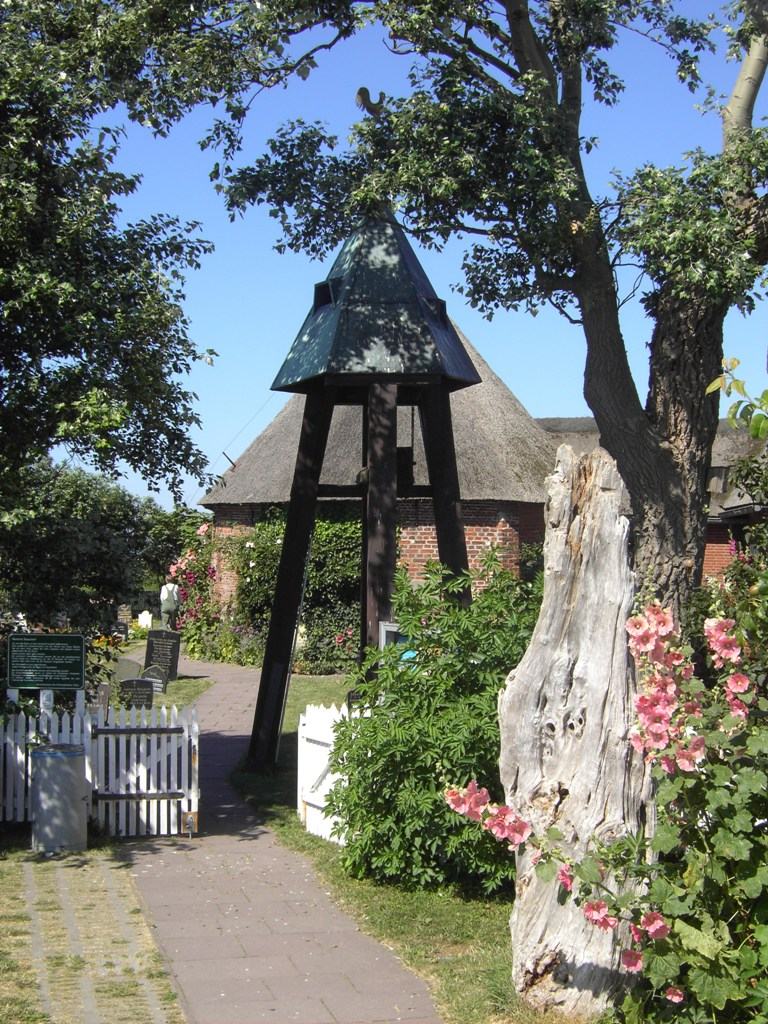
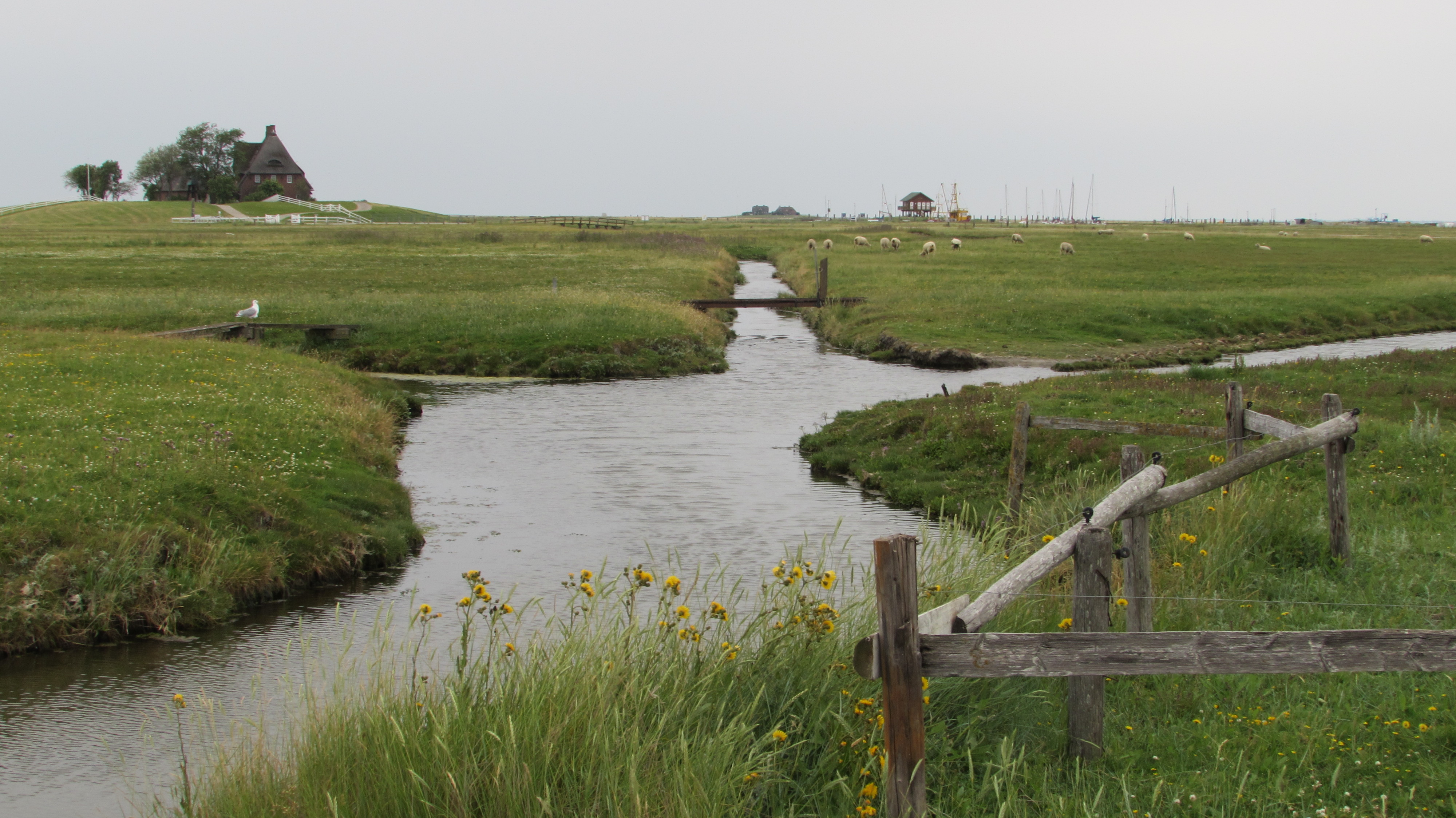
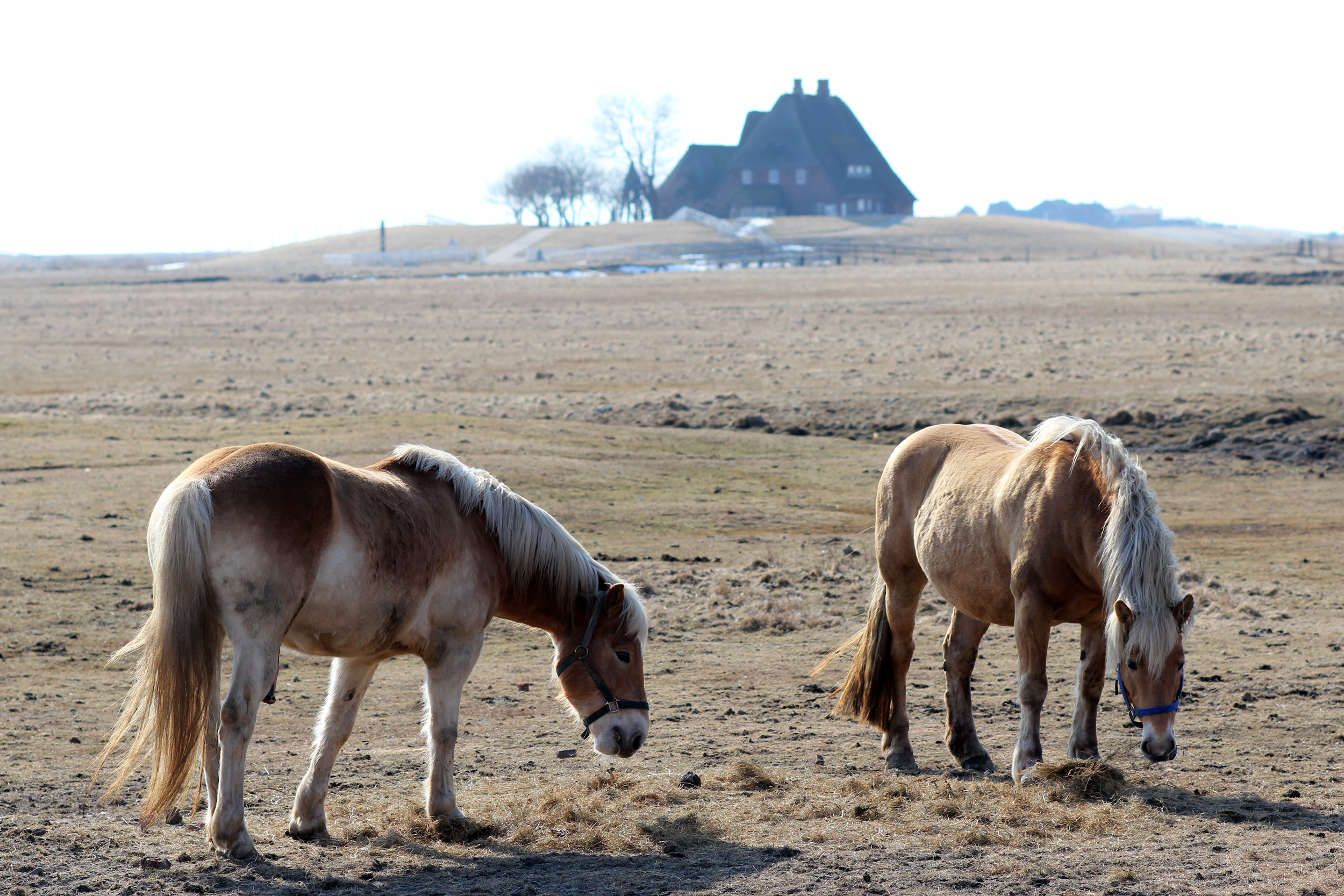

## Népesség
A település népességének változása:
| Lakosok száma | 148  | 98   | 92   | 95   | 91   | 104  |
|               | 1975 | 2017 | 2019 | 2021 | 2022 | 2023 |